# Mark van der Zijden
Mark Richard van der Zijden (* 22. Oktober 1973 in Boskoop) ist ein ehemaliger niederländischer Schwimmer. Er erhielt eine olympische Bronzemedaille, einmal Silber bei Weltmeisterschaften auf der 50-Meter-Bahn und einmal Gold auf der 25-Meter-Bahn. Bei Europameisterschaften erschwamm er je eine Silber- und Bronzemedaille.

## Karriere
Der 1,86 Meter große Mark van der Zijden schwamm für t’ IJ aus Amsterdam.
Bei den Europameisterschaften 1995 in Wien belegte er den siebten Platz über 200 Meter Lagen. Im Jahr darauf bei den Olympischen Spielen 1996 in Atlanta erreichte die niederländische 4-mal-200-Meter-Freistilstaffel mit Marcel Wouda, Mark van der Zijden, Martin van der Spoel und Pieter van den Hoogenband den siebten Platz mit vier Sekunden Rückstand auf die Medaillenränge.
1997 bei den Europameisterschaften in Sevilla siegte die britische 4-mal-200-Meter-Staffel mit 0,28 Sekunden Vorsprung vor Pieter van den Hoogenband, Mark van der Zijden, Martijn Zuijdweg und Marcel Wouda, die das Ziel ihrerseits eine Sekunde vor den drittplatzierten Deutschen erreichten. Anfang 1998 bei den Weltmeisterschaften in Perth erreichten Mark van der Zijden, Bas-Ido Wennekes, Johan Kenkhuis und Martijn Zuijdweg das Finale mit der fünftschnellsten Vorlaufzeit. Im Endlauf siegte die australische 4-mal-200-Meter-Freistilstaffel mit über vier Sekunden Vorsprung vor Pieter van den Hoogenband, Mark van der Zijden, Martijn Zuijdweg und Marcel Wouda, die 0,56 Sekunden vor den Briten anschlugen. Wie seit 1984 üblich erhielten auch die nur im Vorlauf eingesetzten Schwimmer eine Medaille.
Im April 1999 gewannen Pieter van den Hoogenband, Johan Kenkhuis, Martijn Zuijdweg und Marcel Wouda die 4-mal-200-Meter-Freistilstaffel bei den Kurzbahnweltmeisterschaften in Hongkong. Mark van der Zijden erhielt eine Goldmedaille für seinen Vorlaufeinsatz. Ein Jahr später bei den Europameisterschaften in Helsinki erreichte die 4-mal-200-Meter-Freistilstaffel mit Martijn Zuijdweg, Dennis Rijnbeek, Arnold van Bavel und Mark van der Zijden den Endlauf mit der siebtschnellsten Zeit. Im Finale siegten die Italiener vor den Deutschen, eine Sekunde hinter den Deutschen wurden Zuijdweg, Wouda, van der Zijden und van den Hoogenband Dritte. Zweieinhalb Monate später fanden die Olympischen Spiele in Sydney statt. Martijn Zuijdweg, Mark van der Zijden, Johan Kenkhuis und Marcel Wouda waren in den Vorläufen die fünftschnellste Staffel. Im Finale schwammen Zuijdweg, Kenkhuis, Wouda und Pieter van den Hoogenband acht Sekunden schneller als die Vorlaufstaffel und sieben Sekunden schneller als bei den Europameisterschaften. Die Australier gewannen mit fünf Sekunden Vorsprung vor dem Quartett aus den Vereinigten Staaten. 0,06 Sekunden hinter den Amerikanern wurden die Niederländer Dritte vor den Italienern und den Briten.